# لوئیسه بورگارد
لوئیسه بورگارد (دانمارکی: Louise Burgaard؛ زادهٔ ۱۷ اکتبر ۱۹۹۲) بازیکن هندبال اهل دانمارک است.